# Hermann Hellriegel
Hermann Hellriegel est un chimiste allemand, né le 21 octobre 1831 à Mausitz et mort le 24 septembre 1895 à Bernburg, connu pour avoir démontré la fixation symbiotique de l'azote chez les légumineuses.

## Biographie
Assistant à l'Académie forestière (de) de Tharaandt à partir de 1852, il devient directeur de la station agricole expérimentale de Brandenboug et Niederlausitz à Dahme en 1857, poste qu'il quitte en 1873. De 1873 à 1882 il est professeur itinérant (Wanderlehrer) à la station agricole de Bernburg, en raison du manque de matériel de cette station. À cette époque, il multiplie les contacts avec les agriculteurs, le gouvernement et les industriels. En 1882, il prend la tête d'une unité de recherche sur la betterave sucrière, nouvellement créée à Bernburg avec le soutien du syndicat de l'industrie sucrière allemande.
Ses travaux lui vaudront plusieurs distinctions : il est élu membre de la Royal Society en Angleterre, de l'Académie des Sciences et de la Société Nationale d'Agriculture en France. Il reçoit en 1889 la médaille d'or de la fondation Liebig.

## Travaux scientifiques
Ses travaux les plus importants concernent la démonstration de la capacité des légumineuses à fixer l'azote atmosphérique en 1886, ainsi que l'identification des nodules racinaires comme étant le lieu où se produit la fixation. Cette capacité des légumineuses avait déjà été relevée depuis les travaux de Lachman (1856), Voronine (1866) et Atwater (1881) ; les deux ouvrages de Hellriegel seront déterminants pour en apporter la preuve : Untersuchungen über die Stickstoffnahrung der Gramineen und Leguminosen en 1888 et Über Stickstoffnahrung landwirtschaftlicher Kulturgewächse (Sur l'assimilation de l'azote dans les cultures agricoles) en Vienne, 1890.

## Publications
- (de) Beiträge zu den naturwissenschaftlichen Grundlagen des Ackerbaus mit besonderer Berücksichtigung der agrikultur-chemischen Methode der Sandkultur : eine Auswahl von Versuchen ausgeführt an der Versuchsstation Dahme, Brunswick, F. Vieweg und Sohn, 1883.
- (de) En collaboration avec Hermann Wilfahrt : Untersuchungen über die Stickstoffnahrung der Gramineen und Leguminosen, Berlin, 1888 ; traduction en français : Recherches sur l'alimentation azotée des graminées et des légumineuses, Nancy, Berger-Levrault, 1891.
- (de) Über Stickstoffnahrung landwirtschaftlicher Kulturgewächse, Vienne, 1890.
- (de) « Düngungsversuch und Vegetationsversuch : eine Plauderei über Forschungs-Methoden », Arbeiten der Deutschen Landwirtschafts-Gesellschaft, vol. 24, 1897.
- (de) « Die Methode der Sandkultur », Arbeiten der Deutschen Landwirtschafts-Gesellschaft, vol. 34, 1898, p. 7-19.